# 河野智宏
河野 智宏（かわの ともひろ、1974年8月1日 – ）は、日本のベーシスト、俳優。大阪府出身。身長170cm、血液型はA型。

## 略歴
バンド「0's（レイズ）」では、Tomohiro名義でリーダーを務める。ベースを担当していた。
旧芸名は、三井智宏、達山智宏。2009年から現在の芸名になる。
2013年1月初旬、東京都江戸川区内の路上で10代の女性（19歳の女子大生）にわいせつ行為を行ったとして、わいせつ目的誘拐や強制わいせつなどの疑いで逮捕されたことが2月20日に報道された。小松川署によると現行犯逮捕ではなく、女性が通行人に助けを求めたことによるもので、河野本人は当初から容疑を否認していた。その後、証拠不十分により不起訴となり、無罪となった。
河野のこの逮捕報道を受け、所属バンド公式サイトや本人のブログは閉鎖された。当時NASAエンターテインメントに所属していたが、事務所公式サイトのプロフィールはリンク切れとなった。さらにNHKは3月6日にBSプレミアムで4月8日から予定していた連続テレビ小説『カーネーション』（河野が出演）の再放送（アンコール放送）を急遽『純情きらり』に差し替えると発表した。また、出演予定だった舞台「流れる雲よ2013」（4月17日 - 29日、風チーム）からは降板となった模様である。

## 出演

### テレビドラマ
NHK
- 大河ドラマ
  - 秀吉（1996年） - 斎藤龍興 役
  - 毛利元就（1997年） - 大内義長 役
- 金曜時代劇・土曜時代劇
  - 新・半七捕物帳（1997年） - 徳二郎 役
  - 蝉しぐれ（2003年） - 北村 役
  - 陽炎の辻3 〜居眠り磐音 江戸双紙〜 第2話・第3話（2009年4月25日・5月2日） - 卯吉 役
- 水曜ドラマ 新花へんろ・風の昭和日記（1997年） - 林泰彦 役
- NHK大阪新放送会館完成記念番組 聖徳太子（2001年11月10日） - 竹田皇子 役
- 坂の上の雲 第2部 第八回「日露開戦」（2010年12月19日）
- 連続テレビ小説
  - あぐり（1997年度上半期） - 川村正彦 役
  - やんちゃくれ（1998年度下半期） - 鈴木アキラ 役
  - 芋たこなんきん（2007年度下半期） - 内野ススム 役
  - カーネーション（2011年度下半期） - 岡村 役[1][8]

TBS系
- 向田邦子終戦特別企画（5） あさき夢見し（1999年8月9日）
- Friends（2000年）
- ドラマ30 冗談でしょッ!離婚予定日（2004年） - 永井光雄 役

フジテレビ系
- 東海テレビ制作昼の帯ドラマ 女優・杏子（2001年）

### 映画
- KUMISO 組葬（2002年）
- 大奥（2010年）
- 夕の江の街に（2011年）

### 舞台
- RUN&GUN-再編- theater odyssey 05-06〜大人のためのエンターテイメント〜『第四話・忍耐』（2006年）[1]
- 流れる雲よ 〜未来より愛を込めて〜（2012年4月、桜チーム） - 井上洋二整備少尉 役[1][9]
- 吉本百年物語8月公演「わらわし隊、大陸を行く」（2012年8月） - 後藤大尉 役[8][10]